# Дирів Ігор Олександрович
Ігор Олександрович Дирів (нар. 22 березня 1948, Долина, Івано-Франківська область — пом. 9 лютого 2019) — український радянський футболіст, що грав на позиції нападника або атакувального півзахисника, по завершенні ігрової кар'єри — футбольний тренер.

## Футбольна кар'єра

### Клубна кар'єра
Вихованець команди «Нафтовик» з рідного міста Долина, яку тренував Мирослав Думанський, з яким ставав чемпіоном області у 10-му класі. Наступного року разом з тренером 17-річного футболіста запросили до івано-франківського «Спартака», де він розпочав свою футбольну кар'єру.
1966 року потрапив до резервної команди київського «Динамо», виступаючи виключно за команду дублерів, де забив 16 м’ячів. Але за основу не зіграв жодного матчу. Дирів розповідав, що спершу ходив в улюбленцях тренера основи Віктора Маслова, але прихильність змінилася опалою після історії в Алмати. Молодий Дирів загуляв з дівчатами, а тренер це помітив. В сезоні 1969 року проходив військову службу у київському СКА.
Після звільнення з армії повернувся до «Спартака». У «Спартаку» дошкуляли періодичні травми. Так сталося наприкінці 1970-го, коли після пошкодження і подальшого загулу Диріва відправили зі зборів, а потім дали дискваліфікацію на рік, через яку гравець пропустив увесь сезон 1971 року. Почалися сварки з тренерами і начальником команди Ігорем Гайдамакою.
За час вимушеної перерви Ігор зробив операцію на коліні і заявився за «Долину» на першість області, а коли у 1972 році «Спартак» прийняв Віктор Лукашенко, повернувся до франківської команди.
У тому ж 1972 році відбувся один з найбільш визначних матчів для івано-франківського футболу. В боротьбі з ризькою «Даугавою» за вихід до Першої ліги «Спартак» здобув перемогу. Два поєдинки відбувалися у Сімферополі. Першу гру «Даугава» виграла 1:0, а Дирів її пропустив через травму. Гіпс футболіст знімав по дорозі в Крим. Нога боліла, але Лукашенко сказав: «Ігорю, треба виходити». В хід пішли уколи, але на поле Дирів вийшов і віддав дві гольові передачі на Валерія Голубцова, принісши своїй команді перемогу у путівку до Першої ліги.
Після дев'яти сезонів у Івано-Франківську у 1978 році півроку захищав кольори клубу «Турбіна» (Набережні Човни), який тренував Зая Авдиш, а потім повернувся до «Нафтовика» з рідної Долини, де у 1979 році закінчив свою футбольну кар'єру у віці 31 року.

## Тренерська кар'єра
Тренерську кар'єру розпочав після закінчення футбольної кар'єри. Працював у футбольній школі та тренував аматорські команду Заболотові, Надвірній, Рожнятові, Рахові. Практично всюди ставав чемпіоном області.
З 2007 року працював у івано-франківському «Прикарпатті», а 11 червня 2011 року, очолив команду в останньому матчі сезону 2010/11, в якому «Прикарпаття» програло 1:6 «Львову» і вилетіло з Першої ліги.
Після закінчення тренерської кар’єри Ігор Дирів у статусі інспектора обслуговував матчі обласного чемпіонату Івано-Франківщини. До тих пір, поки не потрапив у немилість керівникові обласної Федерації футболу Тарасові Климу. 
У листопаді 2017 року намагаючись погасити пожежу, яка раптово виникла в житловому будинку, отримав опіки однієї третьої частини тіла, в тому числі рук і ніг, потрапивши в опікове відділення Обласної клінічної лікарні Івано-Франківська. За час перебування в лікарні витратив понад 40 тисяч гривень. На Івано-Франківщині оголосили про збір коштів, що суттєво допомогло покрити цю суму.
Помер 9 лютого 2019 року на 71-му році життя. У лютому 2020 року в річницю смерті футболіста у Івано-Франківську було засновано Турнір пам'яті Ігоря Диріва.

## Досягнення
- Чемпіон УРСР : 1972
- Найкращий бомбардир «Спартака» (Івано-Франківськ): 1974, 1976

## Виноски
1. ↑  FootballFakts.ru
2. ↑  Історія Команди. Нафтовик (Долина). Офіційна сторінка. Архів оригіналу за 1 вересня 2018. Процитовано 30 січня 2021.
3. 1 2 3 4 5 6 7 8  football24.ua. "Заліз під стіл і закрився Кубком СРСР". Екс-гравець Динамо – про переховування від армії, секрет у телефонній будці і пакет Заї Авдиша. Футбол 24. Архів оригіналу за 8 лютого 2021. Процитовано 30 січня 2021.
4. 1 2 3 4  Помер колишній гравець київського «Динамо», легенда івано-франківського «Спартака». glavcom.ua (укр.). Архів оригіналу за 25 лютого 2022. Процитовано 30 січня 2021.
5. ↑  Календар «Брамок». 21-31 березня | Футбол Прикарпаття. Архів оригіналу за 6 березня 2016. Процитовано 30 січня 2021.
6. ↑  Гра на виліт — Галицький Кореспондент. Архів оригіналу за 13 квітня 2015. Процитовано 16 березня 2022.
7. ↑  Відомому прикарпатському тренеру потрібна допомога. Курс. Архів оригіналу за 4 лютого 2021. Процитовано 30 січня 2021.
8. ↑  Висловлюємо співчуття… | Івано-Франківська обласна асоціація футболу. ifff.if.ua (укр.). Архів оригіналу за 29 січня 2020. Процитовано 30 січня 2021.
9. ↑  Турнір пам'яті Ігоря Диріва. youtube.com. Архів оригіналу за 6 лютого 2021. Процитовано 30 січня 2021.